# Wiener Null
Das Wiener Null ist die Bezugshöhe für städtische Vermessungen im Bereich der Gemeinde Wien. Das eigene Höhenbezugssystem der österreichischen Bundeshauptstadt wurde Ende des 19. Jahrhunderts definiert und beruht auf dem Mittelwasser des Donaukanal-Pegels an der Schwedenbrücke, die die Bezirke Innere Stadt und Leopoldstadt verbindet. Historisch wurde der Pegel auch nach dem alten Namen der Brücke, der Ferdinandsbrücke auch als Ferdinandspegel bezeichnet.
Dieses bis heute gebräuchliche Höhensystem bezieht sich auf einen Pegelwert von 4 m über dem Pegelnullpunkt, der 152,68 m ü. A. beträgt. Somit entspricht „Wiener Null“ einer Höhe von 156,68 m ü. A.
Für die Donauschifffahrt ist der Donaustrom-Pegel bei der Reichsbrücke relevant.

## Quelle und Weblinks
- wien.at | Höhenfestpunktverzeichnis
- Glossar: Wiener Null im Glossar – Stadtvermessung
- Vermessung Reichhart | Welche Höhe über Adria hat das „Wiener Null“